# کاترین کوپلند
کاترین کوپلند (انگلیسی: Katherine Copeland؛ زادهٔ ۱ دسامبر ۱۹۹۰) قایقران روئینگ اهل بریتانیا است.